# Salles-Arbuissonnas-en-Beaujolais
Salles-Arbuissonnas-en-Beaujolais è un comune francese di 766 abitanti situato nel dipartimento del Rodano della regione Alvernia-Rodano-Alpi.

## Storia
È nato il 1º gennaio 1975 dalla fusione dei precedenti comuni di Salles e Arbuissonnas.

## Società

### Evoluzione demografica
Abitanti censiti